# Collision frontale

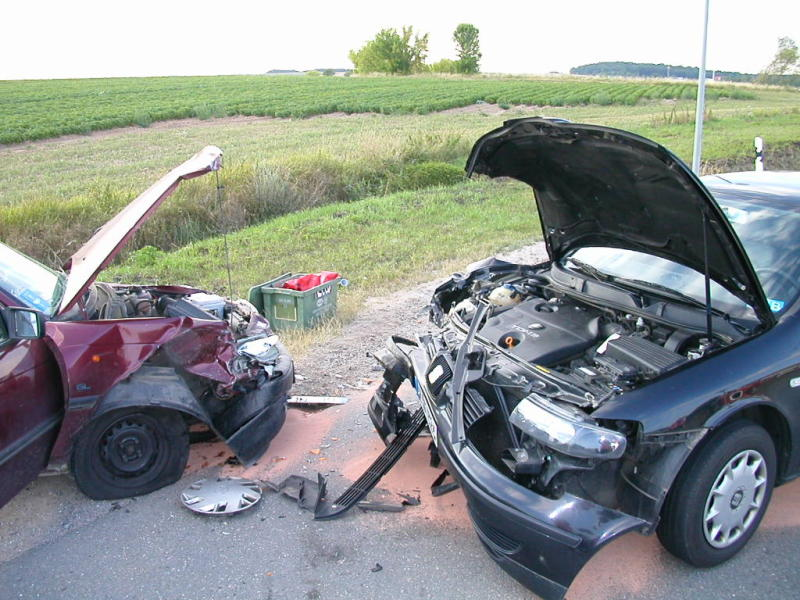
Une collision frontale de deux voitures.

Une collision frontale, ou un choc frontal est une collision qui voit les extrémités avant de deux véhicules se percuter en premier.
Ce type de collision est extrêmement dramatique en raison de l'énergie générée par le choc. Pour cette raison, les véhicules devant circuler vite bénéficient de routes à chaussées séparées, notamment autoroute ou route express, qui sont censées éviter les chocs frontaux.
Sur les routes dont les chaussées ne sont pas séparées, certaines autorités internationales recommandent de rouler à des vitesses plus réduites.
Par ailleurs, la sécurité active et certains systèmes anti-collision permettent et/ou essayent de réduire les collisions frontales par des alertes données en temps réel.
Dans certains pays, les collisions frontales représentent environ 20 % de la mortalité routière.
Exemples de collisions frontales :
- Accident de Puisseguin

## Histoire
En 1968, en France, il est constaté que le risque de collision frontale dépend du nombre et de la largeur des voies.
Pour des raisons techniques, il est temporairement impossible d'afficher le graphique qui aurait dû être présenté ici.

Dans les années 2000, le règlement 94 de la CEE-ONU est modifié pour améliorer la fonctionnement des coussins gonflables en cas de collisions frontales.
En 2005, aux États-Unis, les collisions frontales se produisent davantage hors agglomération (13% de tous les accidents mortels hors agglomération) qu'en agglomération où les collisions frontales constituent moins de 7 % de tous les accidents mortels en agglomération.
Entre 2010 et 2018, le nombre de tués en collision frontale en France a diminué, mais la part de ce type d'accident a augmenté :
- en 2010, 714 tués en collision frontale hors agglomération, pour 2859 tués hors agglomération (25%)[5].
- en 2018, 545 tués en collision frontale hors agglomération, pour 2016 tués hors agglomération (27%)[6].

Entre 2010 et 2018, la collision frontale est avec l'accident de véhicule seul sans piétons l'une des deux principales causes des tués hors agglomération.
| Pour des raisons techniques, il est temporairement impossible d'afficher le graphique qui aurait dû être présenté ici. |
| Pour des raisons techniques, il est temporairement impossible d'afficher le graphique qui aurait dû être présenté ici. |
| Sources: 2010; 2011; 2012; 2013; 2014; 2015; 2016; 2017; 2018;                                                         |

Au Canada, en 2017, 6,293 véhicules et 8 891 personnes ont été impliqué(e)s dans des collisions frontales, blessant 5 222 d'entre elles et en tuant 377 autres.
Sur l'été 2018, en Espagne, sur route hors agglomération, la collision frontale constitue la cause de 29% des tués, tandis que la sortie de route a une part de 37% et la collision latéro-frontale une part de 15%.

## Énergie du choc
L'énergie du choc n'est pas la somme des vitesses des deux véhicules. Une dispersion d'énergie se produit. La vitesse à laquelle les véhicules se sont choqués compte. Ainsi, dans le cas où deux véhicules identiques arrivent face à face, chacun à une vitesse identique, mais dans le sens contraire, l'énergie du choc produite par chaque véhicule est équivalente à l'énergie du choc contre un mur à cette vitesse donnée par chacun des véhicules.
En pratique, il est peu probable que les deux véhicules aient la même masse, la même vitesse et les mêmes caractéristiques d’absorption du choc. Ceci signifie que pour l'un des deux véhicules, l'énergie du choc est supérieure à l'énergie du choc contre un mur.

## Belgique
En Belgique, les collisions frontales ou en croisement représentent 11% des accidents corporels en 2016, mais 16% pour les bicyclettes et seulement 9% pour les poids lourds. Le taux est de 14% sur route hors agglomération, de 11% en agglomération, et de 1% sur autoroute.

## France
En France, en 2017 et 2018, 2563 et 2556 collisions frontales hors agglomération hors autoroute ont tué 536 et 545 personnes.
| Pour des raisons techniques, il est temporairement impossible d'afficher le graphique qui aurait dû être présenté ici. | Pour des raisons techniques, il est temporairement impossible d'afficher le graphique qui aurait dû être présenté ici. |
| sources ONISR 2018 | |

## Suisse
Dans le canton de Vaud, en 2013, les accidents de genre "Choc frontal et frôlement lors des croisements" ont causé 86 dommages matériels, 41 blessures tous types de blessures confondues hors blessures mortelles, et quatre tués, soit un total de 131 unités, ce qui représente 2,8% de toutes les unités d'accidents de l'année, sans tenir compte des collisions avec du gibier.
À Neuchâtel, 19 collisions frontales se sont produites en 2015, soit six de moins qu'en 2014.